# Región antártica

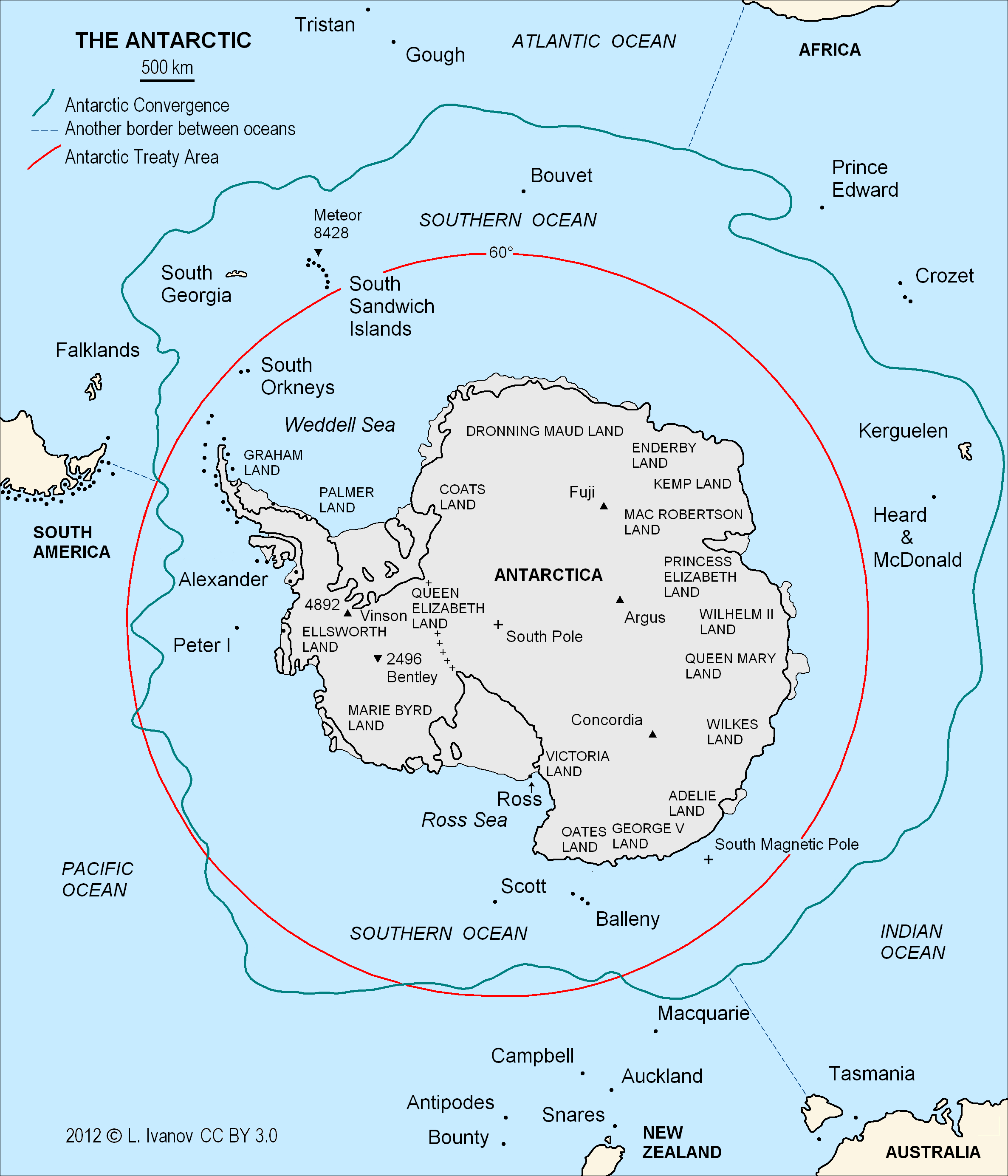
La región antártica con la convergencia antártica y el paralelo 60 sur

La región antártica es una región zoogeográfica formada en sentido estricto por el continente antártico y los territorios insulares de la Placa Antártica. En un sentido más amplio, también incluye algunas islas en las altas latitudes del hemisferio sur, al sur de la convergencia antártica. La influencia antártica se puede sentir en la fauna de ambientes templados e incluso tropicales de este hemisferio. La ecozona antártica corresponde a una de las 7 ecozonas planetarias utilizadas por la UNESCO o el Fondo Mundial para la Naturaleza (WWF).

## El continente antártico
Con un clima muy duro, una superficie cubierta de hielo y una vegetación muy rara (principalmente compuesta de líquenes y musgos; la presencia de pastos es excepcional), sólo viven en esta región especies animales altamente especializadas.
La fauna del continente es muy pequeña: algunos grupos zoológicos (reptiles, anfibios, etc.) están totalmente ausentes, mientras que otros están representados por un número limitado de especies, especialmente invertebrados muy pequeños (colémbolos, gusanos, etc.).
Sin embargo, las aguas marinas albergan una vida muy rica con abundante plancton, base de una compleja cadena alimenticia, que viaja hasta mamíferos marinos (entre los cuales están varias especies de ballenas), y permite el establecimiento de una gran fauna, compuesta por unas pocas especies de aves (pingüinos, petreles, págalos) y mamíferos marinos (focas), que se reproducen en tierra firme, no lejos de las costas. Estas especies generalmente tienen un gran número de ejemplares, especialmente porque la presión humana es relativamente baja en comparación con otros continentes (los ecosistemas antárticos siguen siendo de los más frágiles del mundo).

## Islas subantárticas
Una serie de islas en los océanos australes (islas Malvinas, islas Crozet, islas Kerguelen, islas Diego Ramírez, etc.) están unidas a la región antártica. Aunque su clima es menos extremo, sigue siendo frío y particularmente ventoso, y el aislamiento de estas tierras (a veces a varios miles de kilómetros del continente más cercano) sólo permite la instalación de organismos resistentes.
La vegetación se limita a unas pocas especies (musgos, líquenes y gramíneas prosperan y cubren el suelo con una alfombra grande y bastante uniforme), y la fauna de invertebrados terrestres es relativamente pobre (ligeramente menos abundante que en la Antártida) y altamente especializada, pero la riqueza de la fauna marina permite abundantes colonias de pingüinos, albatros, focas y otarios.

## Influencia antártica sobre latitudes templadas y tropicales
En las costas meridionales de Australia, América del Sur y Sudáfrica se puede observar una fauna con afinidades antárticas, debido a las corrientes frías (corrientes de Humboldt, Benguela, etc.) que llevan la vida marina desde el océano Antártico a latitudes relativamente bajas.
Las costas de estos países albergan colonias de algunas especies de lobos marinos (Otaria y Arctocephalus) y pingüinos (Spheniscus), menos abundantes que en la Antártida y las islas subpolares que la rodean.
En el caso extremo, esta fauna asciende hasta la latitud del ecuatorial, con presencia de estas especies en las islas Galápagos, presencia hecha posible por la fría corriente de Humboldt.
Sin embargo, esto es un límite de rango, y la fauna antártica que vive en estos territorios está experimentando dificultades con los accidentes climáticos (tipo "El Niño"), que interrumpen la circulación de las corrientes marinas y la fauna marina, sin mencionar el calentamiento global. Algunas especies han visto disminuir su número, como el pingüino de Humboldt en las costas peruanas y chilenas, cuyo número disminuyó de 12000 a 3300 aves entre 1996 y 1997.

## Pasado y futuro
La Antártida parece ser un desierto helado e inhóspito para la mayoría de los seres vivos, pero no siempre ha sido así. El continente, que se originó en Gondwana, fue boscoso y estaba poblado de una rica fauna durante el Mesozoico, luego gradualmente cubierto de hielo a medida que se movía hacia el sur al final del Eoceno, para tomar la apariencia actual.
Dentro de algunas decenas de millones de años, la placa antártica se moverá hacia el norte, y es probable que sea colonizada por flora y fauna templada o incluso tropical.